# Le Havre AC (női csapat)
A Le Havre AC női  labdarúgó szakosztálya 2014-ben alakult Le Havre-ban.  Franciaország első osztályú női bajnokságában, a Division 2-ben szerepel.

## Klubtörténet
A Le Havre AC vezetősége  2010-ben indított el egy női labdarúgó tagozatot, melyben a serdülőkortól  képezték a fiatalokat. Négy évvel később a sikeres program végül arra  ösztönözte az igazgatóságot, hogy korosztályos csapatokat indítson a  regionális versenyeken és létrehozták a női szakosztályt.
2015-ben a HAC női tagozatának  90 játékosa volt, és a 8 éven aluliaktól kezdve minden korosztályban  képviseltették magukat. A felnőttek 2015. szeptember 27-én játszották első  hivatalos mérkőzésüket és 2016 májusában a normandiai régió kupájával  díszítették vitrinjüket.
A 2017–2018-as szezonban az  amerikai Vincent Volpe kezei alá került a klub irányítása és vezetésével  nyolc amerikai egyetemi játékossal erősítette meg keretét. A régiós  bajnokságot meggyőző fölénnyel nyerték meg és 22 győzelem és egy döntetlen  mellett, hét gólt kapott ellenben 146 gólt szerzett a HAC.
2018-ban francia kupa nyolcaddöntőjébe jutottak, majd a bajnoki  rájátszásban sikerült abszolválni a feljutást a másodosztályba.
A 2018–2019-es idényben a  koronavírus-járvány által megszakított bajnokságban, a  nem azonos mérkőzésszám miatt a Francia labdarúgó-szövetség határozata  értelmében átlagpontszámokkal döntötték el a feljutó együttesek kilétét, így a  Saint-Étienne-t megelőzve jutottak az  első osztályba.
Első mérkőzésüket megnyerték a  2020–21-es  szezonban, azonban a második fordulót követően a csapat hatalmas  visszaesést produkált és az utolsó helyen végeztek.
A Francia  labdarúgó-szövetség 2021. április 23-án ugyan kijelentette, hogy a  "fehér" szezon miatt nem lesznek kiesők a felsőbb  osztályokból, július 13-án a következő idényre a szövetség az elmúlt  két esztendőben veretlenül végzett és a feljutási lehetőségektől megfosztott  Saint-Étienne csapatának adta át az első  osztályú tagságot.

## Játékoskeret
2023. augusztus  16-tól
| #  |     | Poszt | Név                 |
| -- | --- | ----- | ------------------- |
| 1  | FIN | K     | Katriina Talaslahti |
| 16 | FRA | K     | Laëtitia Philippe   |
|    | FRA | K     | Aissatou Liberge    |
| 4  | CAN | V     | Élisabeth Tsé       |
| 13 | FRA | V     | Héloïse Mansuy      |
| 14 | FRA | V     | Romane Enguehard    |
| 18 | FRA | V     | Éva Kouache         |
| 29 | USA | V     | Deja Davis          |
|    | ALG | V     | Morgane Belkhiter   |
|    | FRA | V     | Louise Kleczewski   |
| 5  | FRA | KP    | Laurie Cance        |
| 6  | BEL | KP    | Silke Demeyere      |
| 8  | FRA | KP    | Salomé Elisor       |

| #  |     | Poszt | Név                   |
| -- | --- | ----- | --------------------- |
| 11 | FRA | KP    | Mélinda Mendy         |
| 17 | FRA | KP    | Éva Sumo              |
| 22 | FRA | KP    | Christy Gavory        |
|    | FRA | KP    | Maureen Bigot         |
|    | FRA | KP    | Alice Mallard Ventura |
|    | FRA | KP    | Ananée Yeboah         |
| 9  | HAI | CS    | Roselord Borgella     |
| 12 | FRA | CS    | Mickäella Cardia      |
| 15 | FRA | CS    | Laura Muller          |
| 17 | CMR | CS    | Chanel Tchaptchet     |
| 19 | FRA | CS    | Nadjma Al Nadjim      |
| 21 | FRA | CS    | Chancelle Effa Effa   |
|    | FRA | CS    | Zoé Stiévenart        |

## Korábbi híres játékosok
| - Kelsey Araújo - Elisa Aubert - Aïssata Baradji - Nora Coton-Pélagie - Marine Furet - Kelly Gadéa - Fanny Hoarau - Sylia Koui - Élise Legrout - Camille Philippe - Laura Rueda - Santana Sahraoui - Laurène Tresfield | - Jesse McDonough - Francisca Lara - Kethna Louis - Andrea Hauksdóttir - Anna Björk Kristjánsdóttir - Berglind Þorvaldsdóttir - Luce Ndolo Ewelé - Brianne MacDonald - Sura Yekka - Oleszja Arszenyjeva - Jekatyerina Tyirjiskina - Melike Pekel |